# Sint-Theresiakerk (Stella-Plage)
De Sint-Theresiakerk (Frans: Église Sainte-Thérèse-de-l'Enfant-Jésus) is de parochiekerk van de in het Franse departement Pas-de-Calais gelegen plaats Stella-Plage, die zich bevindt aan het Place Royale.
De Sint-Theresiakerk werd van 1958-1961 gebouwd in de stijl van het naoorlogs modernisme. Voordien was er ook al een kerk, die echter te klein werd omdat de badplaats zich bleef uitbreiden. Architect was Andrezj Kulesza. De kerk heeft een vooruitspringend portaal en wordt gedekt door een tentdak dat door vier houten pilaren woedt gedragen. Boven het portaal bevindt zich een glas-in-betonraam dat de overtocht door de Rode Zee verbeeldt.
De kerk is in betonskelet gebouwd en dat is bekleed met natuursteen van Baincthun.